# Музичка такмичења у Србији
Музичка такмичења у Србији обухватају широк спектар јавних и медијских догађаја на којима стручни жири и/или публика вреднују и рангирају музичке извођаче, ансамбле, композиторе или композиције. Ова такмичења представљају значајан сегмент културног живота Србије, играјући важну улогу у откривању и афирмацији музичких талената, промоцији различитих музичких жанрова, очувању музичке традиције, као и у забавном програму намењеном најширој публици. Историја музичких такмичења у Србији сеже у прошлост, са различитим фестивалима и смотрама, а посебан замах добијају развојем радија и телевизије.

## Врсте музичких такмичења
Музичка такмичења у Србији могу се генерално класификовати на неколико основних категорија, иако се неке манифестације могу преклапати или комбиновати различите елементе:
- Такмичења у избору песама и представника за међународне фестивале: Најпознатији пример је национални избор за Песму Евровизије. Ова такмичења фокусирана су на оригиналне композиције и њихове извођаче.
- Телевизијска такмичења талената (Talent Shows): Претежно су усмерена на извођаче у области популарне музике (поп, рок, народна новокомпонована), и често имају сложене формате са аудицијама, менторским радом и више елиминационих кругова. Примери су Звезде Гранда, IDJ Show.
- Такмичења у области народне (традиционалне) музике: Обухватају такмичења певача изворних и народних песама, трубачких оркестара (нпр. Гуча), свирача на традиционалним инструментима (фрула, хармоника), као и фолклорних ансамбала који негују традиционалну игру и песму.
- Такмичења у области уметничке (класичне) музике: Укључују такмичења соло певача (оперских и концертних), инструменталиста (пијаниста, виолиниста, итд.), камерних ансамбала, хорова и оркестара, као и композиторска такмичења.
- Такмичења специфичних жанрова: Као што су џез фестивали са такмичарским делом, такмичења ауторских рок бендова (нпр. БАРФ), или такмичења хорске музике.
- Дечја музичка такмичења: Манифестације намењене откривању и подстицању музичких талената код деце.

## Такмичења за Песму Евровизије
Учешће на Песми Евровизије има дугу традицију на овим просторима, а избор националног представника је увек привлачио велику пажњу јавности.
- Песма за Евровизију (ПзЕ): Од 2022. године, ово је такмичарски фестивал у организацији Радио-телевизије Србије (РТС) на којем се гласовима стручног жирија (састављеног од музичких уредника, композитора, текстописаца, извођача) и публике (путем СМС гласања) бира песма и извођач који ће представљати Србију на Песми Евровизије те године.[1] Фестивал обично има једну или две полуфиналне вечери и финално вече.
- Беовизија: Пре ПзЕ, Беовизија је била главни фестивал за избор српског представника. Одржавала се са прекидима: од 2003. до 2009. (као избор за представника Србије и Црне Горе, а потом самосталне Србије) и поново од 2018. до 2020. године.
- Југовизија: У периоду СФР Југославије (1961–1991), представник Југославије за Песму Евровизије биран је на фестивалу Југовизија, где су учествовали представници републичких и покрајинских РТВ центара.

## Телевизијска такмичења талената (популарна музика)
Ова врста такмичења, често заснована на лиценцним форматима или инспирисана њима, стекла је изузетну популарност у Србији од почетка 2000-их година, постајући значајна платформа за лансирање каријера многих певача.
- Звезде Гранда: Једно од најдуготрајнијих (од 2003. године) и комерцијално најуспешнијих музичких такмичења у Србији и региону, фокусирано претежно на народну и поп-фолк музику, али укључује и друге жанрове. Креатор је Саша Поповић и Гранд продукција. Емисија је позната по вишекружном такмичењу, жирију састављеном од афирмисаних певача и продуцената, и по томе што победници и финалисти често остварују запажене каријере.[2] Формат се мењао током сезона, укључујући и увођење менторског система. Емитовала се на РТВ Пинк, Првој српској телевизији, а приказује се и на каналима у суседним земљама.
- Ја имам таленат!: Српска верзија светски познатог формата Got Talent, емитована у пет сезона (2009–2017) на РТС-у и касније на РТВ Пинк. Иако је такмичење било отворено за све врсте талената (глума, плес, комедија), већину такмичара и победника чинили су певачи и музички састави. Чланови жирија су се мењали, а међу њима су били Ана Николић, Срђан Жика Тодоровић, Стефан Ђурић Раста, Иван Тасовац, Наташа Нинковић, Иван Босиљчић, Даница Максимовић, Александар Милић Мили и Мина Лазаревић.
- Први глас Србије: Телевизијски шоу за музичке таленте емитован на Првој српској телевизији у две сезоне (2011–2012). Циљ емисије био је проналажење најбољег певача међу пријављеним такмичарима кроз систем аудиција, радионица, дуела и емисија уживо. Чланови жирија били су Лена Ковачевић, Владо Георгиев и Саша Милошевић Маре (прва сезона), док је у другој сезони Александра Радовић заменила Лену Ковачевић.
- Твоје лице звучи познато (ТЛЗП): Популарни лиценцни ријалити шоу (заснован на шпанском Tu cara me suena) у којем познате личности из Србије имитирају домаће и стране музичке звезде. Емитован је у пет сезона (2013–2019) на Првој српској телевизији и имао је хуманитарни карактер, где су победници епизода и финала новчане награде донирали у добротворне сврхе. Стални или повремени чланови жирија били су Катарина Радивојевић, Марија Михајловић, Иван Ивановић, Бранко Ђурић Ђуро, Ана Кокић, Владо Георгиев, Андрија Милошевић, Александра Радовић, Урош Ђурић, Дубравка Мијатовић и Душан Алагић.
- Пинкове звезде и Пинкове звездице: Музичка такмичења у продукцији РТВ Пинк. "Пинкове звезде" (2014–2019) биле су намењене одраслим певачима, док су "Пинкове звездице" (2014–2022) биле изузетно популарно такмичење за децу до 15 година. Оба формата карактерисао је специфичан систем оцењивања од стране жирија који седи у столицама које се подижу или спуштају.
- Никад није касно: Телевизијски талент шоу (2015–2023) у продукцији Гранд продукције, намењен певачима старијим од 40 (првобитно 45) година, који нису имали прилику да раније остваре значајнију музичку каријеру. Оснивач је Жика Јакшић.
- IDJ Show: Певачко такмичарско-ријалити емисија (од 2022) коју емитују IDJ TV и Nova. Представља регионални талент-шоу фокусиран на дигиталне медије, где учесници развијају и своје онлајн платформе. Чланови жирија били су Реља Поповић, Дарко Димитров, Теодора Џехверовић (прва сезона) и Наташа Беквалац (друга сезона).[3]

### Такмичења у народној (традиционалној) музици
Такмичења у народној и традиционалној музици имају дугу традицију у Србији и играју важну улогу у очувању и промоцији културног наслеђа.
- Сабор трубача у Гучи: Један од најпознатијих музичких фестивала и такмичења у Србији, посвећен трубаштву. Одржава се од 1961. године и окупља велики број трубачких оркестара из Србије и иностранства који се такмиче у различитим категоријама, а главна награда је "Златна труба".[4]
- Царевчеви дани (Велико Градиште): Фестивал и такмичење виолиниста и певача народних песама, посвећено Властимиру Павловићу Царевцу, чувеном виолинисти и руководиоцу Народног оркестра Радио Београда.[5]
- Сабор фрулаша Србије "Ој Мораво" (Прислоница код Чачка): Највећа смотра и такмичење фрулаша у Србији, са дугом традицијом.[6]
- Такмичење села Србије: Иако ширег културног карактера, ова манифестација често укључује и такмичења у изворном певању, свирању на традиционалним инструментима и фолклору.
- Златна хармоника Србије (Сокобања): Престижно такмичење хармоникаша.
- Бројне локалне и регионалне смотре и такмичења изворних певачких група, КУД-ова и свирача на традиционалним инструментима.

### Такмичења у уметничкој (класичној) музици
Такмичења у класичној музици имају за циљ подстицање младих талената и промоцију уметничке музике.
- Међународно такмичење Музичке омладине (Београд): Једно од најстаријих међународних такмичења за младе музичаре у југоисточној Европи, основано 1969. године. Обухвата различите инструменталне дисциплине као што су клавир, виолина, виолончело...[7]
- Међународно такмичење соло певача "Лазар Јовановић" (Београд): Најзначајније и највеће оперско такмичење на Балкану, посвећено оперском певачу Лазару Јовановићу, организује га Културни елемент. Циљ такмичења је афирмација младих оперских певача.[8]
- Републичко такмичење ученика музичких и балетских школа Србије: Такмичење ученика основних и средњих музичких и балетских школа, које организује Заједница музичких и балетских школа Србије.
- Меморијал "Исидор Бајић" (Нови Сад): Престижно међународно пијанистичко такмичење.
- Меморијал "Др Војислав Вучковић" (Београд): Такмичење младих пијаниста.
- Међународно такмичење "Петар Коњовић" (Београд): Такмичење за младе музичаре у различитим дисциплинама (гудачи, дувачи, клавир, камерна музика).
- Међународне хорске свечаности (Ниш): Иако првенствено фестивалског карактера, често има и такмичарске категорије за хорове.

### Остала такмичења (џез, рок, дечја, итд.)
- Београдски ауторски рок фестивал (БАРФ): Фестивал и такмичење намењено афирмацији младих ауторских рок бендова, у организацији УРМУС-а.[9]
- Нишвил џез фестивал: Поред богатог ревијалног програма, понекад организује и такмичења за младе џез саставе или солисте.
- Дечја музичка такмичења:
  - Национални избори за Дечју песму Евровизије (када Србија учествује).
  - "Србија у ритму Европе": Дечје музичко такмичење у којем представници градова и општина Србије изводе песме из различитих европских земаља.
  - "Чаролија": Некада веома популаран дечји музички фестивал и такмичење.
  - Бројна такмичења ученика основних музичких школа.

## Значај музичких такмичења
Музичка такмичења у Србији имају вишеструк значај за културни и друштвени живот:
- Откривање и афирмација нових талената: Пружају прилику младим и неафирмисаним музичарима да покажу своје умеће и започну професионалну каријеру.
- Подстицање музичког стваралаштва и извођаштва: Мотивишу композиторе и извођаче на стварање нових дела и унапређење извођачких вештина.
- Промоција различитих музичких жанрова: Доприносе популаризацији како уметничке и традиционалне, тако и савремене популарне музике.
- Очување културног наслеђа: Такмичења у области народне музике имају важну улогу у очувању традиционалних песама, игара и начина свирања.
- Развој публике: Привлаче широку публику и доприносе развоју музичке културе и укуса.
- Медијска промоција: Телевизијска такмичења имају велики утицај на формирање музичке сцене и популарност одређених извођача.
- Међународна размена и сарадња: Међународна такмичења омогућавају сусрет и размену искустава домаћих и страних уметника.